# Uscita di sicurezza (Ignazio Silone)
Uscita di sicurezza è un'opera letteraria di Ignazio Silone, pubblicata nel 1965. Sarà proprio quest'opera a garantire a Silone il successo in Italia, fino ad allora negatogli per motivi ideologici, al contrario di altri paesi occidentali in cui era già largamente apprezzato.
Il libro è costituito da racconti autobiografici e riflessioni personali, talvolta in forma saggistica.
Silone descrive il percorso della sua vita, a partire dalla difficile infanzia nel paese natale di Pescina (AQ), sconvolto dal terremoto di Avezzano, passando per l'incontro con Don Orione, la militanza politica comunista e la traumatica uscita dal partito.
Di Uscita di sicurezza Indro Montanelli ha scritto: «Come documento umano, non ne conosco di più alti, nobili e appassionati [...] uno dei più avvincenti e convincenti "ritratti d'autore" della letteratura contemporanea.»

## Trama

### Visita al carcere
Silone, da bambino, segue un giorno suo padre nel lavoro dei campi. Il padre si accorge di non aver portato con sé i sigari che gli piace fumare mentre lavora e quindi dà dei soldi al figlio perché chieda ai passanti di vendergli del tabacco. Il piccolo Silone incontra un signore poverissimo ma orgoglioso, che, per l'insistenza del bambino, gli dona il suo mezzo sigaro senza però volere nulla in cambio.
A distanza di tempo, il bambino e suo padre incontrano per strada un individuo che è appena stato arrestato per furto; è la stessa persona che aveva loro rivolto quel singolare gesto di solidarietà. I due decidono di andarlo a trovare portandogli in regalo qualche sigaro.

### La chioma di Giuditta
Giuditta è una donna il cui marito è emigrato in America per lavorare. Lui le invia regolarmente del denaro, ma ad un certo punto le lettere cessano bruscamente di arrivare. La donna, disperata, giunge ad autolesionarsi (tagliandosi i bellissimi capelli) e tenta il suicidio.
Si scopre che è stato il postino ad intascare le lettere di Giuditta, per vendicarsi dopo che lei ne aveva rifiutato la corte. In paese tutti solidarizzano con Giuditta e il padre di Silone afferma, rispecchiando lo spirito comune, che ucciderebbe il postino con una fucilata, se lo incontrasse.
Una sera, a sorpresa, il piccolo Silone trova il postino proprio vicino a casa, rannicchiato in un fosso, divorato dal dolore e pronto a costituirsi; avvisa il padre, che resta a sua volta sbigottito e decide di ospitare in casa il poveretto fino al giorno seguente, impietosito dal futuro in carcere che lo aspetta.

### Incontro con uno strano prete
Silone segue il ginnasio in un collegio religioso di Roma. Un giorno – senza avere egli stesso un'idea del motivo – fugge, ma viene ritrovato e riportato in collegio dopo tre giorni. Il direttore decide di espellerlo, ma, grazie all'intervento di Don Orione, viene accolto presso un altro istituto religioso a Sanremo. La figura di Don Orione, che lo accompagna nel viaggio in treno, suscita in lui, fin dall'inizio, stima e simpatia.

### Polikusc'ka
Silone racconta di quando aveva avuto l'iniziativa di leggere, presso la sede della Lega del contadino (dov'era appeso un quadro con Cristo Redentore vestito di rosso e la scritta «Beati gli assetati di giustizia») un racconto di Lev Tolstoj, Polikusc'ka, che parla del tragico destino di un servo disprezzato da tutti.

## Capitoli
- Visita al carcere
- La chioma di Giuditta
- Incontro con uno strano prete
- Polikusc'ka
- Uscita di sicurezza
- Situazione degli ex
- La scelta dei compagni
- La lezione di Budapest
- La pena del ritorno
- Ripensare il progresso